# Barbara Łękawa
Barbara Maria Łękawa (ur. 31 października 1941 w Białymstoku) – polska inżynier, działaczka katolicka, senator III kadencji.

## Życiorys
Ukończyła studia na Wydziale Elektroniki Politechniki Warszawskiej. Pracowała w branży telekomunikacyjnej, m.in. jako dyrektor zakładu telekomunikacji TP w Białymstoku. Działała w Stowarzyszeniu Elektryków Polskich. W 1981 wstąpiła do NSZZ „Solidarność”, w drugiej połowie lat 80. była członkinią Biskupiej Rady Społecznej. Zaangażowana w działalność organizacji katolickich, była prezesem lokalnego Klubu Inteligencji Katolickiej. Została damą Zakonu Rycerskiego Grobu Bożego w Jerozolimie.
W 1993 jako kandydatka Komitetu Wyborczego KIK w Białymstoku oraz Stowarzyszenia Rodzin Katolickich Archidiecezji Białostockiej uzyskała mandat senatora III kadencji w województwie białostockim. Była członkinią klubu senackiego NSZZ „Solidarność”. Zasiadała w Komisji Polityki Społecznej i Zdrowia oraz Komisji Spraw Emigracji i Polaków za Granicą. W 1997 nie ubiegała się o reelekcję.